# Ryuzo Hiraki
 Der er for få eller ingen kildehenvisninger i denne artikel, hvilket er et problem. Du kan hjælpe ved at angive troværdige kilder til de påstande, som fremføres i artiklen.

Ryuzo Hiraki (7. oktober 1931 - 2. januar 2009) var en japansk fodboldspiller.

## Japans fodboldlandshold
| Japans landshold | Japans landshold | Japans landshold |
| År               | Kmp              | Mål              |
| ---------------- | ---------------- | ---------------- |
| 1954             | 3                | 0                |
| 1955             | 4                | 0                |
| 1956             | 3                | 0                |
| 1957             | 0                | 0                |
| 1958             | 4                | 0                |
| 1959             | 10               | 1                |
| 1960             | 1                | 0                |
| 1961             | 2                | 0                |
| 1962             | 3                | 0                |
| Total            | 30               | 1                |